# Yuri Guidzenko
Yuri Pávlovich Guidzenko (en ruso: Юрий Павлович Гидзенко; n. 26 de marzo de 1962 en Yelanets, RSS de Ucrania) es un cosmonauta ruso de ascendencia ucraniana, Héroe de la Federación Rusa. Es coronel de las Fuerzas Aéreas de Rusia y cosmonauta de pruebas del Centro de Cosmonautas Yuri Gagarin.
Está casado con Olga Vladímirovna Shapoválova, nacida en 1961. Tienen dos hijos, Serguéi y Aleksandr.

## Vuelos realizados
- Soyuz TM-22, lanzada el 3 de septiembre de 1995: Misión de 180 días a bordo de la Estación espacial MIR.
- Miembro de la Expedición 1 a bordo de la Estación Espacial Internacional, desde el 31 de octubre de 2000 al 21 de marzo de 2001.
- Soyuz TM-34, lanzada el 25 de abril de 2002.